# Podocarpus crassifolius
Podocarpus crassifolius là một loài thực vật hạt trần trong họ Podocarpaceae. Loài này được N.E. Gray mô tả khoa học đầu tiên..